# Slaget vid Stralsund
Staden Stralsund belägrades 1628 av den kejserlige fältherren Wallenstein under Trettioåriga kriget. Den svenske kungen Gustav II Adolf skickade trupper - 600 man Norrlandsknektar - under befäl av Alexander Leslie för att tillsammans med danska trupper försvara staden. Belägringshären tvingades att efter stora förluster bryta upp den 24 juli.